# エルシン・タタール
エルシン・タタール（トルコ語: Ersin Tatar、1960年9月7日 - ）は、北キプロス・トルコ共和国の政治家。同国首相を経て、2020年から大統領を務める。国民統一党元党首。

## 経歴
政治家ルステム・タタールとその妻ジャネヴ・タタールの子として、ニコシアに生まれる。イギリスのロンドン東部にあるフォレスト校からケンブリッジ大学ジーザス・カレッジに進学し、1982年に経済学の学位を取得した。
1982年から1986年まで、ロンドンのプライス・ウォーターハウス（現在のプライスウォーターハウスクーパース）に公認会計士として勤務した。1986年にイギリスの繊維会社ポリー・ペックに移り、同社が130億ポンドの債務を抱え倒産する1991年まで勤めた。その後の裁判で、当時CEOだったアジール・ナディルは懲役10年の判決を受けたが、その過程で、ナディルがポリー・ペックの資金を不正に動かすにあたってタタールがそれを手助けし、同社の上層部と親密な関係を築いていた疑いが浮上した。タタールが28年ぶりに渡英した2019年には、こうした役割から逮捕されるのではとの見方もあったが、イギリス当局は「もはや国民の関心は薄い」として、逮捕に踏み切らなかった。
1991年にトルコのアンカラに移り、翌年まで同地の軍需企業に勤務。1992年から2001年にはジネル・メディア・グループ系列のテレビ局 Show TV に勤めた。この間の1996年には、ニコシアに自身のテレビ局「カナルT」を設立している。トルコのキプロス系ディアスポラ・コミュニティーで活発に活動し、1997年から2001年までイスタンブール・トルコ・キプロス文化協会の会長を務めた。
2003年に国民統一党に入党し、政界入り。2009年の北キプロス総選挙で初当選し、デルヴィシュ・エロール政権の財務相を同党が下野する2013年まで務めた。2015年に国民統一党党首選に立候補するが落選。2018年に再び立候補し、このとき当選した。
2019年のトルコ軍によるシリア侵攻にあたってはトルコに対する支持を表明し、キプロス系トルコ人はいつでもトルコの味方であると述べた。
北キプロス問題については、二国家解決案を支持している。

## 人物
妻シベル・タタールとのあいだに2子がいる。